# The Slider
The Slider è il settimo album discografico del gruppo musicale rock britannico T. Rex, pubblicato nel 1972. Prodotto da Tony Visconti, è il secondo disco in cui il gruppo affronta il nuovo genere musicale del glam rock, abbandonando le orientazioni folk dei primi cinque dischi.

## Tracce
Lato 1
Testi e musiche di Marc Bolan.
1. Metal Guru – 2:25
2. Mystic Lady – 3:09
3. Rock On – 3:26
4. The Slider – 3:22
5. Baby Boomerang – 2:17
6. Spaceball Ricochet – 3:37
7. Buick Mackane – 3:31

Lato 2
1. Telegram Sam – 3:42
2. Rabbit Fighter – 3:55
3. Baby Strange – 3:03
4. Ballrooms of Mars – 4:09
5. Chariot Choogle – 2:45
6. Main Man – 4:14

## Gruppo
- Marc Bolan - voce, chitarra, organo, basso
- Mickey Finn - percussioni, batteria
- Steve Currie - basso
- Tony Visconti - arrangiamenti
- Bill Legend - batteria